# Miguel Arsénio

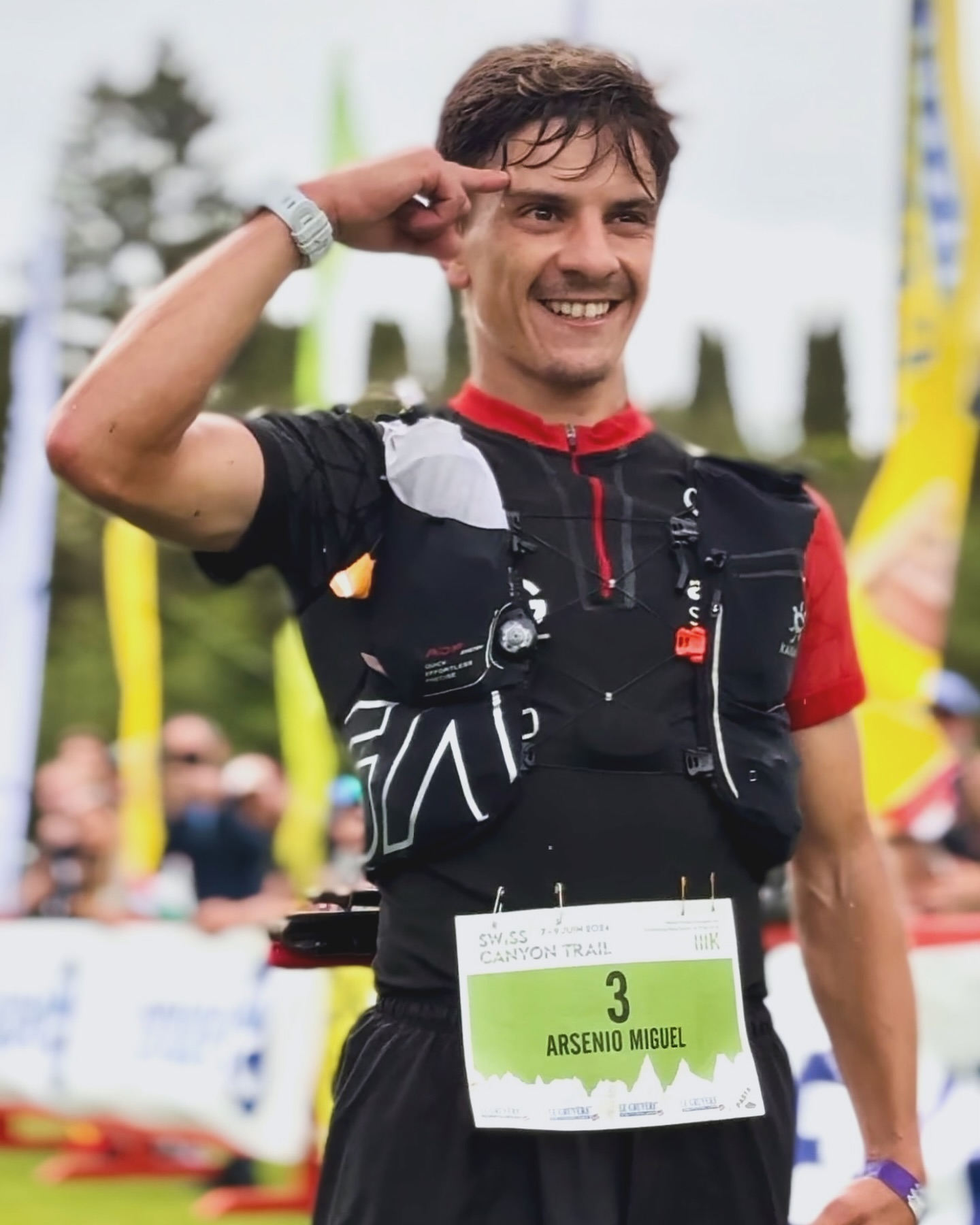
Chegada em 1º lugar no Swiss Canyon Ultra Trail de 2024 - World Trail Majors

Miguel Ângelo Mendes Arsénio, (mi.ˈgɛɫ aɾ.ˈsɛ.ni.u; Almeirim, Santarém, 22 de Novembro de 1996), é um atleta português especializado em trail running, ultra-maratona e skyrunning. Já ganhou diversos prémios nacionais e internacionais. Atualmente é atleta da equipa espanhola Sport HG - amlsport.   e da equipa Runners do Demo (equipa portuguesa que representa nos campeonatos nacionais). A sua classificação ITRA estabelece-o no 1º lugar do ranking português, 20º melhor da europa e 31º melhor do mundo.
Desde tenra idade, aos 5 anos, o desporto tornou-se uma parte integral da vida de Miguel Arsénio. Como muitas outras crianças, começou o seu percurso no futebol. Aos 10 anos, deu-se uma mudança significativa quando passou a dedicar-se ao ciclismo de montanha (MTB).
Durante a década seguinte, entregou-se de forma dedicada ao MTB, o que resultou em conquistas importantes, incluindo vários campeonatos nacionais e regionais em diversas categorias. Além disso, representou orgulhosamente Portugal como membro da seleção nacional, consolidando o seu estatuto como um atleta de alto nível.
Arsénio, atualmente considerado o melhor corredor de trail português, iniciou a sua carreira na corrida em 2019, aos 23 anos. Contudo, foi em 2023 que deixou uma marca significativa no cenário internacional.
Até 2024, com apenas cerca de cinco anos na modalidade, acumulou 916 pontos no índice ITRA, ocupando a 18ª posição no ranking mundial de trail running. Este progresso notável sublinha o seu imenso potencial e indica um futuro promissor para esta estrela em ascensão.

## Carreira

### Início da carreira no ciclismo
Começou no ciclismo muito cedo e conquistou o seu auge a 08 de setembro de 2013, ao serviço da Craks do Pedal - Município de Coruche, onde foi campeão nacional de júniores na disciplina de meia maratonas.

### Trail Running, Ultra Trail Running e Skyrunning
Em 2019, iniciou a sua trajetória no trail running enquanto trabalhava numa serralharia em Almeirim, desempenhando funções exaustivas na montagem de caixilharias. Com as conquistas internacionais veio o reconhecimento e em 2024 decidiu profissionalizar-se, quando lhe foi proposto um contrato com a equipa espanhola SportHG - AML Sport, de 3 anos. Aos 27 anos, proporcionaram-lhe condições para aprimorar sua performance e competir ao mais alto nível.
Os seus primeiros objetivos foram melhorar o planeamento de treinos, realizar estágios em altitude e dedicar mais tempo à adaptação aos percursos das competições. 

### Trilho Perdido Trail Team

#### 2019
Em 2019 começou a sua aventura pelo Trilho Perdido Trail Team, onde conquistou as suas primeiras medalhas enquanto atleta amador. Foi nesta equipa que começou a desenvolver as suas aptidões e o seu nome começou a ser conhecido no trail nacional.

### Bifase Trail Team

#### 2020
A Bifase Trail Team apareceu em 2020 como uma grande aposta, com condições para O Miguel explorar novos desafios e provas a nivel nacional.

### EDV Viana Trail

#### 2021 - 2022
Em 2021, com a ascenção muito rápida de reconhecimento, a EDV Viana Trail foi um salto na carreira de Miguel, onde teve acesso a condições que lhe permitiram lutar por mais medelhas.

### Sport HG - amlsport

#### 2023 - Presente
Em 2023 assinou um contrato profissional com a equipa espanhola Sport HG - amlsport, e dividiu o seu calendário de provas pelas duas equipas. Manteve a ligação ao EDV Viana Trail, para poder competir nos campeonatos nacionais, que obrigam os atletas a representaram uma equipa portuguesa.
Com as conquistas internacionais veio o reconhecimento e em 2024 decidiu profissionalizar-se, quando lhe foi proposto um contrato com a equipa espanhola SportHG - AML Sport, de 3 anos. Aos 27 anos, proporcionaram-lhe condições para aprimorar sua performance e competir ao mais alto nível. A primeira época como profissional não podia ter corrido da melhor forma - conquistou 11 medalhas, 8 de ouro, 2 de prata e 1 de bronze, sendo a medalha de ouro principal a conquistada no Swiss Canyon Trail (111 km) e ainda o título de campeão do mundo do Gran Canaria World Trail Majors. Aos dias de hoje, mantém ainda a ligação ao EDV Viana Trail, equipa que representa em algumas provas nacionais.
Como profissional, os seus primeiros objetivos foram melhorar o planeamento de treinos, realizar estágios em altitude e dedicar mais tempo à adaptação aos percursos das competições. 
Impacto e Visão - o Miguel Arsénio tem como objetivo inspirar outros portugueses a praticarem desporto e combater o sedentarismo. Ele também pretende ampliar sua presença internacional, competindo contra os melhores do mundo e divulgando o trail running como modalidade em ascensão. Conhecido como "Mike Show" neste meio desportivo, é admirado pela sua dedicação e capacidade de superar desafios.

### Runners do Demo

#### 2025 - Presente
Para 2025, nos campeonatos nacionais, o Miguel vai representar a equipa de Viseu, Runners do Demo. Segundo o mesmo, será um projeto que se encaixa a nivel desportivo mas também pessoal. 

## Títulos e Conquistas

### Trilho Perdido
- Proença Trail: 2019
- Corvus Trail - Longo: 2019
- Sintra Trail X'treme: 2019
- Windmills Trail 2019

### EDV Viana Trail
- TransPenedaGerês: 2021
- Serra Amarela Sky Marathon: 2021
- Penacova Trail do Centro: 2021, 2023
- Grande Trail Serra d'Arga: 2021

- Louzantrail: 2022
- Estrela Grande Trail - Ursa Minor: 2024
- Trilhos dos Abutres: 2024
- Trail do Texugo: 2024
- Ultra Demónios do Lizandro: 2024
- Trail da Amizade: 2024

### Sport HG - amlsport
- MaXi-Race du lac d'Annecy: 2023
- Salomon Ultra Pirineu: 2023
- Muntanys de Prades: 2023
- Swiss Canyon Ultra Trail: 2024
- Gran Canaria World Trail Majors: 2024

## Estatísticas
Atualizadas até 13/12/2024.
Medalhas por Ano 
|       | Gold | Silver | Bronze | Total |
| ----- | ---- | ------ | ------ | ----- |
| 2019  | 4    | 2      | 0      | 6     |
| 2020  | 0    | 0      | 0      | 0     |
| 2021  | 4    | 1      | 0      | 5     |
| 2022  | 1    | 4      | 0      | 5     |
| 2023  | 6    | 3      | 0      | 9     |
| 2024  | 8    | 2      | 1      | 11    |
| Total | 23   | 12     | 0      | 36    |

Medalhas por Categoria
|       | Gold | Silver | Bronze | Total |
| ----- | ---- | ------ | ------ | ----- |
| 10K   | 1    | 0      | 0      | 1     |
| 20K   | 6    | 1      | 0      | 7     |
| 50K   | 12   | 7      | 1      | 20    |
| 50M   | 0    | 1      | 0      | 1     |
| 100K  | 4    | 2      | 0      | 6     |
| 100M  | 0    | 1      | 0      | 1     |
| Total | 22   | 12     | 0      | 36    |

Classificação por Corridas
|            |            | Classificação Geral | Data       | Corrida                                                                                 | País          | Categoria  | Distancia Km | Ganho altitude + | Tempo (hh:mm:ss)      | Pace (min/Km) | Velocidade Média (Km/h) |
| ---------- | ---------- | ------------------- | ---------- | --------------------------------------------------------------------------------------- | ------------- | ---------- | ------------ | ---------------- | --------------------- | ------------- | ----------------------- |
| 2019       | Gold       | 1 / 223             | 09/03/2019 | Proença Trail 2019                                                                      | Portugal      | 20K        | 27 KM        | 1690 M+          | 02:25:03              | 05:22 min/km  | 11.17 Km/h              |
| 2019       | Gold       | 1 / 121             | 05/05/2019 | Corvus Trail 2019 -Longo                                                                | Portugal      | 20K        | 26,2 KM      | 770 M+           | 02:19:02              | 05:18 min/km  | 11.31 Km/h              |
| 2019       | Silver     | 2 / 404             | 05/05/2019 | Estrela Grande Trail® 2019 - Estrela Orion Belt                                         | Portugal      | 50K        | 48,3 KM      | 2410 M+          | 04:48:48              | 05:59 min/km  | 10.03 Km/h              |
| 2019       | Gold       | 1 / 318             | 07/07/2019 | STE - Montepio Sintra Trail X'treme, 3ed 2019 - STE-Sintra Trail X'treme 31km           | Portugal      | 20K        | 31,3 KM      | 1710 M+          | 02:31:38              | 04:51 min/km  | 12.39 Km/h              |
| 2019       | Silver     | 2 / 463             | 21/09/2019 | Grande Trail Serra d'Arga 2019 - GTSA 37 Km                                             | Portugal      | 50K        | 38 KM        | 2120 M+          | 03:31:57              | 05:35 min/km  | 10.76 Km/h              |
| 2019       | Gold       | 1 / 105             | 23/11/2019 | Windmills Trail 2019                                                                    | Portugal      | 50K        | 39,6 KM      | 1610 M+          | 03:21:54              | 05:06 min/km  | 11.77 Km/h              |
| Total 2019 | Total 2019 | Total 2019          | Total 2019 | Total 2019                                                                              | Total 2019    | Total 2019 | 170,8 KM     | 10310 M+         | 18:58:22              | 05:22 min/km  | 11.24 Km/h              |
| 2020       |            | 5 / 270             | 10/10/2020 | Penacova Trail do Centro 2020 - 31km                                                    | Portugal      | 50K        | 32,2 KM      | 1820 M+          | 02:57:48              | 05:31 min/km  | 10.87 Km/h              |
| Total 2020 | Total 2020 | Total 2020          | Total 2020 | Total 2020                                                                              | Total 2020    | Total 2020 | 32,2 KM      | 1820 M+          | 02:57:48              | 05:31 min/km  | 10.87 Km/h              |
| 2021       | Gold       | 1 / 404             | 05/06/2021 | TransPenedaGerês 2021 - 27km                                                            | Portugal      | 20K        | 26,8 KM      | 1220 M+          | 03:06:30              | 06:58 min/km  | 8.62 Km/h               |
| 2021       |            | 5 / 344             | 13/06/2021 | Portuguese National Championship 2021 - Portugal National Championship                  | Portugal      | 50K        | 35,9 KM      | 1650 M+          | 03:04:52              | 05:09 min/km  | 11.65 Km/h              |
| 2021       | Gold       | 1 / 404             | 27/06/2021 | Serra Amarela Sky Marathon 2021 - Sky Race 30Km                                         | Portugal      | 50K        | 30 KM        | 2000 M+          | 03:06:30              | 06:13 min/km  | 9.65 Km/h               |
| 2021       |            | DNF                 | 18/07/2021 | Porto da Cruz Natura - Trail 2021                                                       | Portugal      | 50K        | 49,2 KM      | 3590 M+          | -                     | -             | -                       |
| 2021       |            | DNF                 | 25/08/2021 | UTMB® 2021 - OCC                                                                        | França        | 50K        | 56,3 KM      | 3476 M+          | -                     | -             | -                       |
| 2021       | Gold       | 1 / 158             | 05/09/2021 | Penacova Trail do Centro 2021 43km                                                      | Portugal      | 50K        | 42,7 KM      | 2330 M+          | 04:19:09              | 06:04 min/km  | 9.89 Km/h               |
| 2021       | Gold       | 1 / 318             | 05/09/2021 | STE - Montepio Sintra Trail X'treme, 4ed 2019 - STE-Sintra Trail X'treme                | Portugal      | 20K        | 29 KM        | 2330 M+          | 02:41:46              |               |                         |
| 2021       | Gold       | 1 / 466             | 25/09/2021 | Grande Trail Serra d'Arga 2021 - GTSA 43 km                                             | Portugal      | 50K        | 43 KM        | 2550 M+          | 04:12:29              | 05:52 min/km  | 10.22 Km/h              |
| 2021       | Silver     | 2 / 11              | 09/10/2021 | Ultra Skymarathon® Madeira 2021 - MSR                                                   | Portugal      | 50K        | 55,6 KM      | 4121 M+          | 06:17:59              | 06:48 min/km  | 8.83 Km/h               |
| Total 2021 | Total 2021 | Total 2021          | Total 2021 | Total 2021                                                                              | Total 2021    | Total 2021 | 234 KM       | 13871 M+         | 24:07:29              | 06:11 min/km  | 9.81 Km/h               |
| 2022       | Silver     | 2 / 445             | 29/01/2022 | Trilhos dos Abutres 2022 - Ultra Trilhos                                                | Portugal      | 50K        | 50 KM        | 2500 M+          | 04:45:28              | 05:43 min/km  | 10.51 Km/h              |
| 2022       | Gold       | 1 / 377             | 06/03/2022 | Louzantrail® 2022                                                                       | Portugal      | 50K        | 30 KM        | 2050 M+          | 02:45:45              | 05:32 min/km  | 10.86 Km/h              |
| 2022       | Gold       | 1/300               | 19/03/2022 | Trilhos do Paleozóico - Campeonato Nacional Trail Ultra                                 | Portugal      | 50K        | 48 KM        | 2630 M+          | 04:16:34              | -             | -                       |
| 2022       |            | 16 / 1110           | 23/04/2022 | Penyagolosa Trails 2022 - MiM                                                           | Espanha       | 50K        | 60 KM        | 3300 M+          | 06:09:09              | 06:09 min/km  | 9.75 Km/h               |
| 2022       |            |                     | 07/05/2022 | Ultra Trail de Cerveira - Ultra Trail Cerveira                                          |               |            |              |                  |                       |               |                         |
| 2022       |            | 7 / 17              | 28/05/2022 | Ultra Skymarathon® Madeira 2022 - MSR                                                   | Portugal      | 50K        | 54,8 KM      | 3770 M+          | 06:15:43              | 06:51 min/km  | 8.75 Km/h               |
| 2022       | Silver     | 2 / 43              | 05/06/2022 | SANTA MARIA TRAIL 2022 - SMAT32                                                         | Portugal      | 20K        | 32,7 KM      | 1470 M+          | 03:18:28              | 06:04 min/km  | 9.89 Km/h               |
| 2022       | Silver     | 2 / 58              | 12/06/2022 | Lafões Epic Challenge 2022 - Arada Skyrace                                              | Portugal      | 50K        | 27 KM        | 2400 M+          | 03:10:49              | 07:04 min/km  | 8.49 Km/h               |
| 2022       | Silver     | 2 / 1425            | 24/06/2022 | Lavaredo Ultra Trail® by UTMB® 2022 - Cortina Trail                                     | Itália        | 50K        | 48,5 KM      | 2627 M+          | 04:29:57              | 05:34 min/km  | 10.78 Km/h              |
| 2022       |            |                     | 18/09/2022 | STE - Montepio Sintra Trail X'treme, 5ed - 21km                                         |               |            |              |                  |                       |               |                         |
| 2022       |            | DNF                 | 25/08/2022 | UTMB® Mont Blanc 2022 - OCC                                                             | França        | 50K        | 55,7 KM      | 3581 M+          | -                     | -             | -                       |
| 2022       |            | 36 / 469            | 24/09/2022 | La Skyrhune 2022                                                                        | França        | 20K        | 21 KM        | 1680 M+          | 02:12:51              | 06:20 min/km  | 9.48 Km/h               |
| 2022       |            | 31 / 60             | 05/11/2022 | The Amazing Thailand WMRC 2022 - Chiangmai wmtrc 2021 Long                              | Tailândia     | 100K       | 78 KM        | 4807 M+          | 08:28:36              | 06:31 min/km  | 9.20 Km/h               |
|            |            |                     | 11/12/2022 | DESAFIO PICOS DO AÇOR - DPA 32K                                                         |               |            |              |                  |                       |               |                         |
| Total 2022 | Total 2022 | Total 2022          | Total 2022 | Total 2022                                                                              | Total 2022    | Total 2022 | 402 KM       | 24604 M+         | 41:36:46              | 06:12 min/km  | 9.75 Km/h               |
| 2023       | Silver     | 2 / 251             | 07/01/2023 | Vouga Trail - Sever do Vouga 2023 - Vouga Trail Ultra - Campeonato Nacional Trail Ultra | Portugal      | 50K        | 55 KM        | 2500 M+          | 05:03:12              | 05:31 min/km  | 10.88 Km/h              |
| 2023       | Silver     | 2 / 338             | 25/02/2023 | Transgrancanaria 2023 - Classic                                                         | Espanha       | 100M       | 127,9 KM     | 6990 M+          | 13:44:37              | 06:27 min/km  | 9.31 Km/h               |
| 2023       | Gold       | 1 / 143             | 13/05/2023 | ESTRELA GRANDE TRAIL 2023 - ESTRELA ORION BELT                                          | Portugal      | 50K        | 49 KM        | 2500 M+          | 04:48:52              | 05:54 min/km  | 10.18 Km/h              |
| 2023       | Gold       | 1 / 1380            | 27/05/2023 | MaXi-Race du lac d'Annecy 2023 - MaXi-Race le tour du lac d'annecy en 1 jour            | França        | 100K       | 87 KM        | 5000 M+          | 08:40:07              | 05:59 min/km  | 10.04 Km/h              |
| 2023       | Bronze     |                     | 17/06/2023 | Ultra Madeira Skyrunning - Madeira Sky Race - USM                                       |               |            |              |                  |                       |               |                         |
| 2023       |            | 7 / 56              | 07/07/2023 | Val d’Aran by UTMB® 2023 - VDA - Poilaner - 33km                                        | Espanha       | 50K        | 33 KM        | 3133 M+          | 05:45:02              | 10:27 min/km  | 5.74 Km/h               |
| 2023       |            | 4 / 973             | 09/07/2023 | Val d’Aran by UTMB® 2023 - Experiéncia d'Aran - EXP                                     | Espanha       | 20K        | 32 KM        | 2100 M+          | 03:07:22              | 05:51 min/km  | 10.25 Km/h              |
| 2023       | Gold       | 1 / 57              | 12/08/2023 | TRAIL DA RAIA 2023 - TRAIL ULTRA DA RAIA                                                | Portugal      | 50K        | 43 KM        | 1750 M+          | 03:25:25              | 04:47 min/km  | 12.56 Km/h              |
| 2023       | Gold       | 1 / 298             | 03/09/2023 | Penacova Trail do Centro 2023 - Penacova Trail do Centro 43km                           | Portugal      | 50K        | 43 KM        | 1770 M+          | 03:42:14              | 05:10 min/km  | 11.61 Km/h              |
| 2023       | Gold       | 1 / 621             | 29/09/2023 | Salomon Ultra Pirineu 2023 - Ultra Pirineu 100k                                         | Espanha       | 100K       | 100,9 KM     | 6580 M+          | 10:37:50              | 06:19 min/km  | 9.49 Km/h               |
| 2023       |            | DNF                 | 22/10/2023 | Festival Des Templiers 2023 - Grand Trail Des Templiers                                 | França        | 100K       | 80,6 KM      | 3486 M+          | -                     | -             | -                       |
| 2023       | Gold       | 1 / 64              | 11/11/2023 | MUNTANYES DE PRADES EPIC TRAIL COSTA DAURADA 2023 - 100K MUNTANYES DE PRADES            | Espanha       | 100K       | 105 KM       | 6200 M+          | 11:17:28              | 06:27 min/km  | 9.30 Km/h               |
| 2023       | Silver     | 2 / 432             | 17/12/2023 | Desafio Picos do Açor 2023 - DPA 32K                                                    | Portugal      | 50K        | 32 KM        | 2000 M+          | 02:55:26              | 05:29 min/km  | 10.94 Km/h              |
| Total 2023 | Total 2023 | Total 2023          | Total 2023 | Total 2023                                                                              | Total 2023    | Total 2023 | 707,8 KM     | 40523 M+         | 73:07:35              | 06:13 min/km  | 10.03 Km/h              |
| 2024       | Gold       | 1 / 475             | 27/01/2024 | Trilhos dos Abutres 2024 - Ultra Trilhos                                                | Portugal      | 50K        | 50 KM        | 2500 M+          | 04:46:56              | 05:44 min/km  | 10.46 Km/h              |
| 2024       | Gold       | 1 / 275             | 18/02/2024 | Santo Thyrso Ultra Trilhos 2024 - Campeonato Nacional Trail Ultra                       | Portugal      | 50K        | 46 KM        | 2300 M+          | 03:51:43              | 05:02 min/km  | 11.91 Km/h              |
| 2024       |            | DNF                 | 24/02/2024 | The North Face Transgrancanaria - Classic - 2024                                        | Espanha       | 100M       | 127 KM       | 6790 M+          | -                     | -             | -                       |
| 2024       | Gold       | 1 / 147             | 07/04/2024 | Trail do Texugo 2024 - Trail Longo                                                      | Portugal      | 20K        | 30 KM        | 1900 M+          | 03:10:41              | 06:21 min/km  | 9.44 Km/h               |
| 2024       |            | DNF                 | 27/04/2024 | MIUT® - Madeira Island Ultra-Trail® 2024                                                | Portugal      | 100K       | 116 KM       | 7090 M+          | -                     | -             | -                       |
| 2024       | Gold       | 1 / 306             | 11/05/2024 | Estrela Grande Trail 2024 - Orion Belt                                                  | Portugal      | 50K        | 49 KM        | 2500 M+          | 05:17:33              | 06:29 min/km  | 9.26 Km/h               |
| 2024       | Gold       | 1 / 148             | 12/05/2024 | Estrela Grande Trail 2024 - Ursa Minor                                                  | Portugal      | 10K        | 15 KM        | 800 M+           | 01:08:44              | 04:35 min/km  | 13.09 Km/h              |
| 2024       |            |                     | 19/05/2024 | DEMO TRAIL - DEMO ULTRA                                                                 |               |            |              |                  |                       |               |                         |
| 2024       | Gold       | 1 / 336             | 08/06/2024 | Swiss Canyon Ultra Trail 2024 111K                                                      | Suiça         | 100K       | 114,8 KM     | 5294 M+          | 10:24:09              | 05:26 min/km  | 11.04 Km/h              |
| 2024       |            | 4 / 111             | 15/06/2024 | Ultra Skymarathon® Madeira 2024 - MSR                                                   | Portugal      | 50K        | 45 KM        | 3600 M+          | 05:13:18              | 06:58 min/km  | 8.62 Km/h               |
| 2024       |            | 15 / 1539           | 04/07/2024 | HOKA Val d’Aran by UTMB® 2024                                                           | Espanha       | 50K        | 51,2 KM      | 2864 M+          | 05:41:54              | 06:41 min/km  | 8.99 Km/h               |
| 2024       |            | DNF                 | 30/08/2024 | HOKA Mont Blanc UTMB® 2024                                                              | França        | 100M       | 173,3 KM     | 9525 M+          | -                     | -             | -                       |
| 2024       |            | 8 / 1027            | 05/10/2024 | Salomon Ultra Pirineu 2024 - Marató Pirineu 42k                                         | Espanha       | 50K        | 42 KM        | 2700 M+          | 03:48:06              | 05:26 min/km  | 11.05 Km/h              |
| 2024       | Silver     | 2 / 2223            | 20/10/2024 | Festival Des Templiers 2024 - Grand Trail Des Templiers                                 | França        | 50M        | 80,4 KM      | 3429 M+          | 06:57:34              | 05:12 min/km  | 11.55 Km/h              |
| 2024       | Gold       | 1 / 62              | 03/11/2024 | Ultra Demónios do Lizandro 2024                                                         | Portugal      | 50K        | 50 KM        | 2200 M+          | 04:13:15              | 05:04 min/km  | 11.85 Km/h              |
| 2024       | Silver     | 2 / 228             | 23/11/2024 | UTCT® - Ultra Trail Cape Town 2024 100K                                                 | África do Sul | 100K       | 99,4 KM      | 4998 M+          | 10:45:23              | 06:30 min/km  | 9.24 Km/h               |
| 2024       | Gold       | 1 / 343             | 01/12/2024 | Trail da Amizade 2024 - Mini Trail 12K                                                  | Portugal      | 10K        | 12 KM        | 200 M+           | 00:52:20              | 04:22 min/km  | 13.76 Km/h              |
| Total 2024 | Total 2024 | Total 2024          | Total 2024 | Total 2024                                                                              | Total 2024    | Total 2024 | 684,8 KM     | 35285 M+         | 66:22:36              | 05:41 min/km  | 10.79 Km/h              |
| Total      | Total      | Total               | Total      | Total                                                                                   | Total         | Total      | 2231,6 KM    | 126413 M+        | 227:10:36 (~9,5 dias) | 05:52 min/km  | 10:41 Km/h              |

Legenda: 
1. DNF - Did Not Finish (Não terminou)
2. Nos totais, se a classificação for "DNF" não são contabilizados os valores das colunas "Distancia Km", "Ganho altitude +", "Tempo", "Pace" e "Velocidade Média".